# Канцеляристов, Пётр Семёнович
Пётр Семёнович Канцеляристов (10 сентября 1921, с. Орловка, Бобровский уезд, Воронежская губерния, РСФСР — 16 ноября 1994, Алма-Ата, Казахстан) — советский хозяйственный, государственный и партийный деятель.

## Биография
Родился в 1921 году в селе Орловка. Член КПСС.
Участник Великой Отечественной войны. С 1945 года — на хозяйственной, общественной и политической работе. В 1945—1983 гг. — агроном, завотделом райисполкома, завотделом райкома КПСС, заместитель директора МТС, секретарь Таловского райкома КПСС, второй, первый секретарь Каскеленского райкома КПК, председатель Алма-Атинского облисполкома, первый секретарь Алма-Атинского сельского обкома КПК, председатель Алма-Атинского облисполкома, первый заместитель министра заготовок Казахской ССР, председатель Комитета народного контроля Казахской ССР.
Избирался депутатом Верховного Совета Казахской ССР 5-10-го созыва.
Умер в 1994 году.